# Hohenbergia eriantha
Hohenbergia eriantha là một loài thực vật có hoa trong họ Bromeliaceae. Loài này được (Brongn. ex Baker) Mez mô tả khoa học đầu tiên năm 1891.